# Zora Božinová
Zora Božinová, rozená Dagmar Plesingerová-Božinová (29. ledna 1926 Kodaň – 3. března 2012 Praha), byla česká divadelní a filmová herečka.

## Život
Narodila se v Kodani do rodiny československého vyslance v Dánsku Miroslava Plesinger-Božinova a jeho ženy Anny roz. Cerhové. Dagmar byla nejmladším potomkem svých rodičů a měla ještě čtyři sourozence. Po roce 1933 se její rodina vrátila do vlasti a po absolvování základního vzdělání se další její studia ubíraly k účinkování v divadlech.
Zprvu studovala na pražské konzervatoři, kde studium ukončila v roce 1947 a následně absolvovala v roce 1949 i DAMU, během studií se v roce 1947 objevila před kamerou ve filmu Podobizna. Po absolvování DAMU přijala své první angažmá v Krajském oblastním divadle v Hradci Králové, kde působila v letech 1949–1964. Odtud přešla do stálého angažmá Divadla F. X. Šaldy v Liberci, kde setrvala do roku 1986, kdy odešla do důchodu. Ještě v 90. letech hostovala v pražském Národním divadle, v Divadle Komedie, v Labyrintu a v Činoherním klubu. Zemřela v Praze v březnu roku 2012 a pohřbena byla na Olšanských hřbitovech.
Zora Božinová nastudovala za svůj život kolem 150 divadelních rolí, ztvárnila například Titanii z Shakespearova Snu noci svatojánské, Kněžnu v Jiráskově Lucerně, Emilii Marty z Čapkovy Věci Makropulos nebo Erži v Örkényho Kočičí hře a účinkovala v bezmála 20 filmech. V roce 2006 obdržela od Nadace Život umělce Cenu Senior Prix.

## Filmografie
- 1946 Lavina[2] – role Růženka, pokojská v horském hotelu
- 1947 Podobizna[3] – role přítelkyně
- 1959 Křižovatky[4] – role druhá žena otce Daňka
- 1965 Anděl blažené smrti[5] – role vedoucí květinářství a špionka Věra Weimannová
- 1966 Znamení Raka[6] – role lékařka Marie Nováková
- 1967 Tajemství Viléma Storitze[7] (česko-francouzský tv. film) – role Erika
- 1968 Spalovač mrtvol[8] – role Erna Reinkeová
- 1970 Takže ahoj[9] – role matka Veroniky
- 1971 Tatínek na neděli[10] – role Krausova žena a Evina matka
  - Touha Sherlocka Holmese[11] – role sopranistka
- 1973 Maturita za školou[12] – role ředitelka školy a Dandova manželka
- 1974 Pavlínka[13] – role pani Bártlová – Růženina matka
- 1975 Hřiště[14] – role paní Turnová, Luďkova matka
- 1978 Kulový blesk[15] – role manželka inspektora Drahoty
- 1982 Od vraždy jenom krok ke lži[16] – role primářka Moulisová, Květina matka
- 1984 Noc smaragdového měsíce[17] – role hospodská
  - Druhý tah pěšcem[18] – role Prokopova matka